# Mankovice (železniční zastávka)
Mankovice jsou železniční zastávka, která se nachází jižně od západního konce obce Mankovice v okrese Nový Jičín. Zastávka leží v km 5,039 jednokolejné Suchdol nad Odrou – Budišov nad Budišovkou mezi stanicí Suchdol nad Odrou a dopravnou Odry.

## Historie
Zastávka pod tehdejším názvem Mankendorf byla dána do provozu 15. října 1891, tedy současně se zprovozněním lokální dráhy ze Suchdola nad Odrou do Budišova nad Budišovkou. Po vzniku Československa v roce 1918 se používá české pojmenování Mankovice, s výjimkou let 1938 až 1945, během kterých bylo dočasně obnoveno původní německé označení Mankendorf.
Současně se zřízením zastávky byl v místě vybudován strážní domek čp. 107. U domku byla postavena malá dřevěná stodola, která v roce 1919 vyhořela. Ve strážním domku byl dvoupokojový byt pro drážního zaměstnance a jeho rodinu. Také v něm byla čekárna pro cestující a později rovněž výdejna jízdenek. Jízdenky se v Mankovicích prodávaly do roku 1978. Obytným účelům přestal domek sloužit v roce 1982, chátrající stavba byla během let 1984 až 1985 zbourána. Cestujícím pak od 25. dubna 1985 sloužil ocelový přístřešek, který byl v roce 2018 nahrazen betonovým přístřeškem.
V letech 1942–1943 bylo u zastávky vybudováno odbočení vlečky na pilu Rossmanith. Vlečka, která odbočovala z širé trati v km výhybkou T1 v km 4,995 a měla stavební délku 0,593 km, byla v roce 2005 úředně zrušena, v té době byla ve vlastnictví místního závodu Tatra. Zrušená vlečka byla asi o pět let později rozebrána.

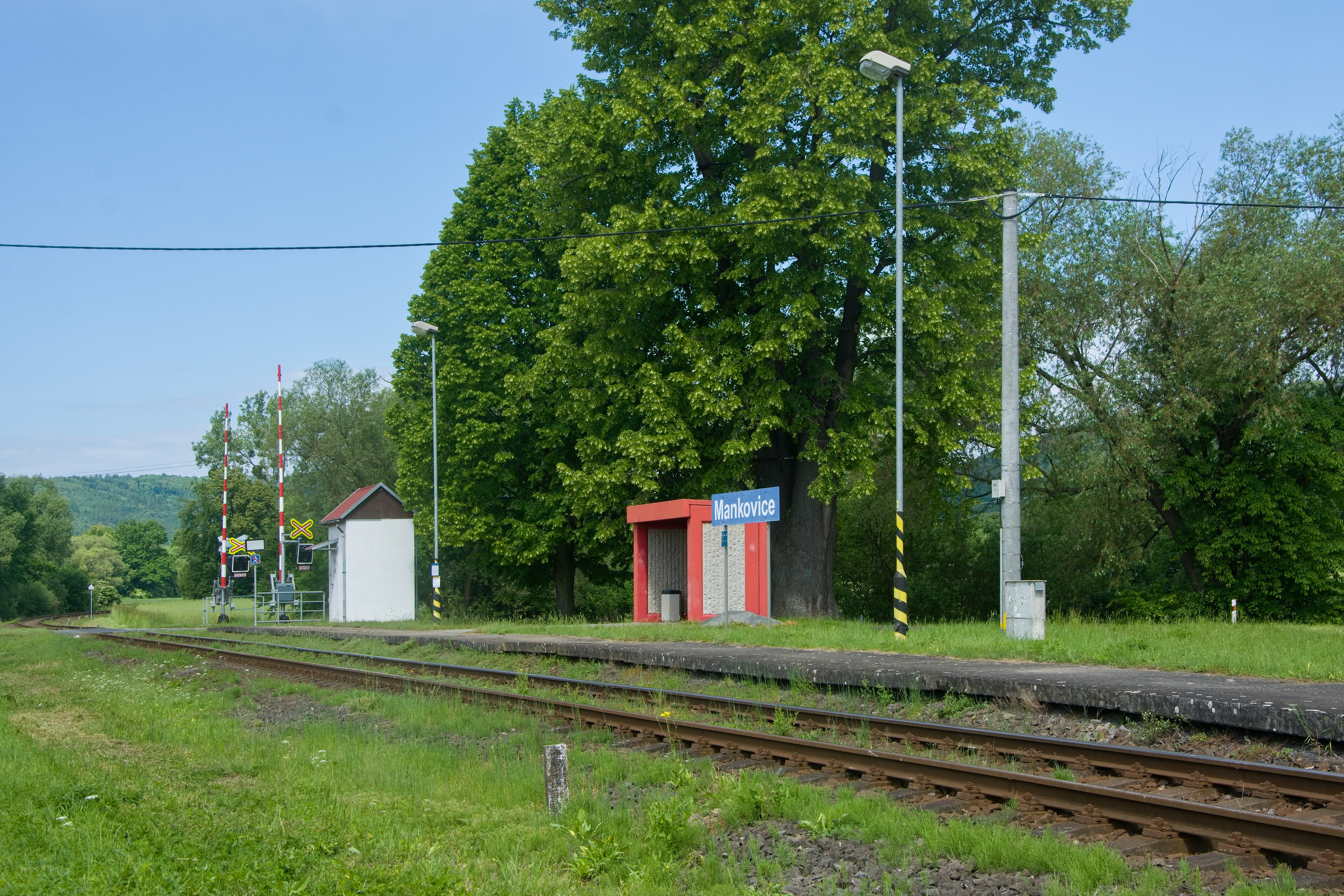
Celkový pohled na zastávku, v pozadí přejezd P6699

## Popis zastávky
V zastávce je u traťové koleje zřízeno vnější jednostranné nástupiště s pevnou hranou o délce 60 m, nástupní hrana je ve výšce 300 mm nad temenem kolejnice. Cestujícím je k dispozici přístřešek. Přístup z obce k zastávce je po silnici III/04732, která kříží železniční trať v km 5,089 pomocí přejezdu P6699. Ten je zabezpečen světelným přejezdovým zabezpečovacím zařízením se závorami.